# 稀子黄堇
稀子黄堇（学名：Corydalis oligosperma）为罂粟科紫堇属下的一个种。

## 扩展阅读
- 維基物種上的相關：稀子黄堇